# Dominic Brunt
Dominic Brunt es un actor y productor inglés, más conocido por interpretar a Paddy Kirk en la serie Emmerdale Farm.

## Biografía
Se entrenó en el "Bristol Old Vic Theatre School".
Es muy buen amigo del actor inglés Mark Charnock.
En abril del 2003 se casó con la actriz y productora Joanne Mitchell, la pareja tiene dos hijos.

## Carrera
El 20 de febrero de 1997 se unió al elenco principal de la serie Emmerdale Farm donde interpreta al veterinario Patrick "Paddy" Kirk, hasta ahora. 
Dominic apareció en el video musical de Boyzone "When The Going Gets Tough" en 1999.
En abril del 2008 Dominic llevó a cabo el "The Leeds Zombie Film Festival" junto al actor Mark Charnock.
En el 2011 apareció en la película de terror Inbred donde dio vida a Podge, un caníbal con una motosierra.

## Filmografía

### Series de televisión
| Año             | Título                                 | Personaje               | Notas                            |
| --------------- | -------------------------------------- | ----------------------- | -------------------------------- |
| 1997 - presente | Emmerdale Farm                         | Paddy Kirk              | 1,598 episodios                  |
| 1997            | Holding On                             | Oficial                 | episodio # 1.2 - miniserie       |
| 1996            | Inspector Morse                        | Detective               | episodio "The Daughters of Cain" |
| 1996            | Soldier Soldier                        | Ron Jarvis              | episodio "Money for Nothing"     |
| 1996            | Paul Merton in Galton and Simpson's... | Joven Hombre            | episodio "Twelve Angry Men"      |
| 1995            | 2point4 Children                       | Empleado de Gasolinería | episodio "Greed"                 |
| 1995            | The Bill                               | Asistente de Tienda     | episodio "Value for Money"       |

### Películas
| Año  | Título                      | Personaje      | Notas                                                                                 |
| ---- | --------------------------- | -------------- | ------------------------------------------------------------------------------------- |
| 2013 | Shortcuts to Hell: Volume 1 | Doctor Jackson | junto a Joanne Mitchell, Jon Campling, Taya De La Cruz, David Ellis & Kathryn Gardner |
| 2012 | Before Dawn                 | Alex           | junto a Joanne Mitchell, Eileen O'Brien, Nicky Evans & Alex Baldacci                  |
| 2011 | Inbred                      | Podge          | junto a Jo Hartley, Seamus O'Neill, James Doherty, James Burrows & Chris Waller       |
| 2008 | 28                          | Carnicero      | corto - junto a David Charles Denwood, Conor Irwin, Lutz Michael & Andrew Perta       |

### Productor y director
| Año  | Título         | Notas                        |
| ---- | -------------- | ---------------------------- |
| 2014 | Christmas Slay | productor ejecutivo          |
| 2013 | Grace's Story  | corto - productor            |
| 2013 | Shell Shocked  | corto - productor & director |
| 2012 | Magpie         | productor ejecutivo          |
| 2012 | Before Dawn    | productor & director         |
| 2008 | Zomblogalypse  | productor ejecutivo          |

## Premios y nominaciones
| Año  | Categoría                                          | Premio                     | Serie          | Resultado |
| ---- | -------------------------------------------------- | -------------------------- | -------------- | --------- |
| 2019 | Best Male Dramatic Performance                     | British Soap Award         | Emmerdale Farm | Nominado  |
| 2019 | Best On-Screen Partnership (junto a Lucy Pargeter) | British Soap Award         | Emmerdale Farm | Nominados |
| 2017 | Funniest Male                                      | Inside Soap Award          | Emmerdale Farm | Ganó      |
| 2013 | Best Comedy Performance                            | British Soap Award         | Emmerdale Farm | Nominado  |
| 2010 | Best Comedy Performance                            | British Soap Award         | Emmerdale Farm | Nominado  |
| 2010 | Soap Personality of the Year                       | TV Times Award             | Emmerdale Farm | Nominado  |
| 2010 | Best Soap Actor                                    | TV Quick & TV Choice Award | Emmerdale Farm | Nominado  |
| 2009 | Best Onscreen Partnership (junto a Mark Charnock)  | British Soap Award         | Emmerdale Farm | Nominados |
| 2009 | Best Comedy Performance                            | British Soap Award         | Emmerdale Farm | Nominado  |
| 1999 | Best Onscreen Partnership (junto a Lisa Riley)     | British Soap Award         | Emmerdale Farm | Nominados |